# Anne-Louise Germaine Necker
Anne-Louise Germaine Necker (París, 22 de abril de 1766 - Ib., 14 de julio de 1817), Baronesa de Staël Holstein, conocida como Madame de Staël [stal], fue una filósofa, escritora y «salonnière» francesa de origen ginebrino. Hija de Suzanne Curchod, como su madre, destacó por la fama de su salón literario en París. Escribió libros de viaje muy populares por su precursor espíritu feminista y novelas de aire prerromántico (Delphine y Corinne). Posteriormente se han valorado sus dos extensas obras de crítica cultural y literatura comparada (De la littérature y De l’Allemagne). Creía en una inteligencia femenina tan potente como la masculina y dotada de una sensibilidad superior, exigió que la mujer fuese educada igual que los hombres y que la relación marido-mujer se desarrollara en un plano de igualdad, y detestaba las convenciones.
Divulgadora del romanticismo alemán en Francia, popularizó el movimiento con la publicación, en De l'Allemagne (1813-1814), las obras de los autores de lengua alemana, hasta entonces prácticamente desconocidos en el país. Abrió así la vía al romanticismo francés, directamente inspirado de los primeros romanticismos alemán e inglés. Sus obras principales son obras de ficción en las que representa a las mujeres víctimas de restricciones sociales que las encadenan: Delphine (1802) y Corinne ou l'Italie (1807).[cita requerida]
Logró su reputación literaria e intelectual con tres ensayos filosóficos:
- Lettres sur les ouvrages et le caractère de Jean-Jacques Rousseau (Cartas sobre las obras y el carácter de Jean-Jacques Rousseau) (1788)
- De l'influence des passions sur le bonheur des individus et des nations (De la influencia de las pasiones sobre la felicidad de los individuos y de las naciones) (1796)
- De la littérature considérée dans ses rapports avec les institutions sociales (De la literatura considerada en sus relaciones con las instituciones sociales) (1800)

Nacida en una rica familia de protestantes ginebrinos, Germaine fue hija del banquero Jacques Necker, (que más tarde sería ministro de finanzas de Luis XVI) y de Suzanne Curchod, originaria del cantón suizo de Vaud. Creció en un ambiente de intelectuales que frecuentaban el salón literario de su madre (Georges-Louis Leclerc de Buffon, Marmontel, Melchior Grimm, Edward Gibbon, Guillaume-Thomas Raynal y Jean-François de La Harpe).[cita requerida]
Se casó en 1786 con el barón Eric Magnus de Staël-Holstein (1749-1802), embajador del rey Gustavo III de Suecia, diecisiete años mayor que ella. El matrimonio se llevó a cabo en Versalles con la presencia de la familia real. La pareja se separó en 1800.[cita requerida]
Convertida en baronesa de Staël, llevó una vida sentimental agitada, en la que destacan una relación con el escritor y periodista liberal François de Pange, con quien compartió sus ideas a favor de la Revolución francesa y sus ideales de 1789 y una relación tempestuosa con Benjamin Constant, escritor y político franco-suizo a quien conoció en 1794.[cita requerida]
En 1792 sus ideas de una monarquía constitucional la hacen considerar una opositora temida por los maestros de la revolución y en varias ocasiones, a pesar del estatus de diplomático de su marido, debe refugiarse en Suiza en casa de su padre.
Expulsada de Francia por Napoleón Bonaparte que la consideraba un obstáculo a su política, se instaló en Suiza en el castillo familiar de Coppet desde donde publicó Delphine (1802), Corinne ou l'Italie (1807) y De l'Allemagne(1810/13).
Separada de su marido en 1800, enviudó en 1802 y volvió a casarse en 1811 con un joven oficial suizo, Albert de Rocca y reabrió su salón parisino a favor de la Restauración de la casa de Borbón. Murió en 1817 poco después de un ataque de parálisis durante un baile en casa del duque Decazes dejando inacabadas sus Considérations sur les principaux événements de la Révolution française, obra póstuma publicada en 1818.

## Biografía

### Infancia
Germaine Necker nace en París en la rue Michel-le-Comte, el 22 de abril de 1766. Educada por su madre, hija de un pastor calvinista, en las concepciones religiosas devotas del calvinismo, recibió una educación opuesta al sistema de Rousseau que consideraba que el desarrollo de las ideas llegaban a partir de los sentidos. La madre de Germaine, contraria al materialismo en todas sus formas, consideraba que era importante ejercitar la inteligencia para la fluidez precoz de las ideas, persuadida de que la inteligencia se volvía perezosa si no se la ejercitaba.
El gusto por la vida social de Germaine y el interés de su familia por la política la ligan más a Francia. Muy joven, con solo catorce años, ya tenía su círculo y sabía conversar con los huéspedes del salón de su madre, que se preocupó de darle la mejor educación. Aprendió inglés y latín, el arte de la danza y de la música, recitación y dicción, y asistía a menudo al teatro. Todo ello hizo de ella una chica diferente (por su erudición y su cultura) a las jóvenes de su medio social, criadas de manera más tradicional, resultando extraña a sus contemporáneos por la vivacidad de su inteligencia.
El prestigio paterno le abrió las puertas tanto de la aristocracia como de intelectuales ilustrados de la Europa de su época. Sus padres no querían un yerno católico, pero había pocos protestantes entre la nobleza francesa. Y los amigos suizos que frecuentaban les parecían demasiado provincianos. Rechazó a numerosos pretendientes: Axel de Fersen, embajador de Suecia, Monsieur de Mecklembourg, Louis de Narbonne, que después sería uno de sus amantes, e incluso el británico William Pitt se encuentran entre los más conocidos. Finalmente, fue el barón de Staël-Holstein, embajador de Suecia y diecisiete años mayor el elegido. Ella solo tenía trece años cuando se acordó el matrimonio. Tras varios años de espera la boda se celebró en la capilla luterana de la embajada de Suecia el 17 de enero de 1786. El día de su boda cambió su nombre convirtiéndose en Germaine de Staël.
El matrimonio tuvo cuatro hijos: Gustavine (1787 - 1789) cuyo padrino fue el rey de Suecia Gustavo III, Auguste (1790 - 1827), Albert (1792 - 1813) y Albertine, futura duquesa de Broglie (1797 - 1838). El padre de Gustavine fue el barón de Staël, pero Auguste y Albert nacieron durante su relación adúltera con el general francés Louis Marie de Narbonne-Lara y se sospecha que Albertine era hija de Benjamin Constant de Rebecque. De su segundo matrimonio con Albert de Rocca nació Louis-Alphonse Rocca (1812-1838).

### Juventud
Su matrimonio arreglado no fue un matrimonio por amor, ni tampoco un matrimonio feliz y la joven intentó encontrar la felicidad fuera del hogar conyugal. Su vida será, a partir de entonces una investigación continúa de una felicidad que, por otro lado, siempre se le escapará. Su marido, sin dinero, logra el nombramiento de embajador de Suecia que le procura una pensión confortable de 25000 libras.
Al igual que su madre abrió un salón en el hotel de Suecia, calle del Bac, donde recibía a los representantes de una nueva generación con nuevas ideas cercanas a las suyas, contemporáneos a la Guerra de Independencia de los Estados Unidos e incluso que han participado en ella: La Fayette, Noailles, Stanislas de Clermont-Tonnerre, Condorcet, François de Pange y los tres hombres que ella amó más en esta época: Louis de Narbonne, su primera gran pasión, Mathieu de Montmorency, su amigo de toda su vida y Talleyrand, Ella le ayudará al retorno del exilio de los Estados Unidos de este último y mantendría durante toda su vida una relación epistolar.

### La Revolución
Viendo en Inglaterra la mejor expresión de libertad, lectora apasionada de Rousseau, marcada por las ideas de La Ilustración acoge favorablemente la Revolución francesa y el 5 de mayo de 1789 asiste a la apertura de los Estados Generales. Sin embargo a partir de 1792 la situación se hace difícil. Apoyando la idea de una monarquía constitucional se aleja tanto de los partidarios de una república como de los absolutistas y tiene que exiliarse en 1793.
Se refugia en Inglaterra donde por algunos meses se encuentra con algunos amigos que frecuentaban su salón. Su vida a partir de entonces está frecuentemente marcada por el exilio.
En Suiza se enamora de François de Pange que ha emigrado en condiciones difíciles y que convertido en editor para sobrevivir publicará sus obras La Paix y después Zulma. Amigo sincero se mostrará un crítico objetivo y severo, sin embargo, de naturaleza delicada y recta, no corresponderá a los sentimientos apasionados de Germaine. Al saber que su sobrina Anne-Louise de Domangeville había escapado por poco a la guillotina y había sido liberada después de la caída de Robespierre, regresará a Francia y se casará con ella. Morirá algunos meses más tarde y Anne-Louise de Domangeville se casará por tercera vez, suscitando los reproches de Germaine.
También Germaine regresó a Francia y publica en septiembre sus Réflexions sur le procès de la Reine (Reflexiones sobre el proceso de la Reina) un alegato en defensa de la reina María Antonieta dirigida a las mujeres donde denuncia las "miserias de la condición femenina" y cuestiona la misoginia escondida tras las acusaciones vertidas contra la soberana. También decide publicar sus propias obras literarias rechazando por una parte lo maravilloso y alegórico de los viejos contadores de historias así como la novela histórica y la antigua decoración, poniendo en escena de manera moderna en relación con la época los personajes y las condiciones sociales de su tiempo.

### Napoleón
Staël fue pasando del entusiasmo revolucionario con Napoleón al desencanto y al odio puro. En 1813 escribirá a James Galiffe: «Un solo hombre de menos y el mundo descansaría». Pero al principio era una entusiasta. El 3 de enero de 1798 Talleyrand le consigue una entrevista con el general Bonaparte en quien ella ve un liberal llamado a hacer triunfar el ideal verdadero de la revolución. Posteriormente se reúne en varias ocasiones con él y no cesa de importunarlo hasta incluso lo inconveniente; Napoleón nota ese asedio. Impresionada, le llena de preguntas: «—General, ¿cual es para usted la mujer más importante? —La que tenga más hijos, señora», le respondió. Esto la dejó desconcertada. En realidad, Napoleón no se fiaba de ella, y así escribió que:
Era mujer de gran talento, de mucho espíritu, muy distinguida: sus obras permanecerán. Poseía una gran ambición, y era tan intrigante, tan sediciosa, que dio lugar a que se dijese sobre ella que era capaz de arrojar a sus amigos al mar a fin de poderlos salvar cuando estuviesen a punto de ahogarse. No merecía que se le llamase mujer mala; pero se podía decir que era turbulenta y tenía mucha influencia
Madame de Staël pierde sus ilusiones tras el Golpe de Estado del 18 de brumario y la promulgación de la Constitución del año VIII. Muchos deben comenzar a vivir en la clandestinidad y tiene prohibido continuar su obra de filosofía política. En vez de refugiarse en el silencio, publica novelas que le granjean una gran popularidad, pero comienza también un exilio que no hará más que acentuarse.

### El exilio
La firma del Concordato con Roma de 1801 causará el enfado de madame Staël, y sus maniobras a espaldas de Napoleón obligarán al Emperador a desterrarla:
Cuando se celebró el Concordato, contra el cual madame de Staël estaba furiosa, reunió contra mí inmediatamente a aristócratas y republicanos. "No tenéis sino un momento", les decía a gritos: "Mañana el tirano tendrá cuarenta mil sacerdotes a su servicio". Finalmente, habiendo abusado por extremo de mi paciencia, la desterré. El lugar de su residencia se convirtió entonces en un verdadero arsenal contra mí...
El proceso se inicia con la publicación de Delphine (1802), novela en la que se mezclan las cuestiones políticas y sociales de su tiempo, la anglofilia de la época, la superioridad del protestantismo sobre el catolicismo, el divorcio, que denuncia abiertamente la regresión desde todos los puntos de vista de la condición femenina a pesar de la Revolución, las dificultades de las mujeres condenadas por su posición en la familia patriarcal. Un texto que no gusta a Napoleón, ya emperador, a quien se debe un Código civil francés represivo en relación con las mujeres que las sitúa bajo tutela masculina de un modo tal que pierden los derechos y avances adquiridos con la Revolución, que tardarán más de un siglo en recuperar. Pero a pesar de las críticas y de la hostilidad del Emperador en su contra, la novela constituyó un gran éxito en toda Europa.
Viuda en 1802, mantuvo una larga relación con Benjamin Constant a quien conoció en 1794 y que le acompañó en su exilio. Es originario del cantón de Vaud como ella y también protestante pero ama vivir en París. Tendrán una relación sentimental larga -hasta 1808- y tormentosa. "Yo no había visto nada igual en el mundo", escribe él, "Me sentí apasionadamente enamorado." Pero la voluntad de controlarlo todo por parte de Madame de Staël y los engaños de Constant hacen que se separen tras una petición de matrimonio que Madame de Staël rechaza.
En octubre de 1803 el ejemplo de Madame de Staël expulsada de París donde no puede acercarse a menos de "cuarenta leguas" es representativo del combate desigual que pueden librar el poder absoluto y la individualidad de un escritor.
Desde finales de 1803 hasta la primavera de 1804 Madame de Staël y Benjamin Constant viajan juntos a Alemania, donde ella es recibida en las cortes principescas como un jefe de Estado. Aprendió alemán y se reunió con numerosos artistas entre ellos Schiller o Goethe. Descubre una literatura desconocida en Francia que revela a los franceses con su obra De l'Allemagne donde describe una Alemania sentimental y cándida, imagen que tuvo una gran influencia en la mirada que los franceses han tenido sobre Alemania durante el siglo XIX.
Tras regresar temporalmente a Coppet a la cabecera de su padre moribundo, a finales de 1804 viaja a Italia acompañada de Schlegel y Simonde de Sismondi, un escritor suizo. Un viaje que le dio la inspiración necesaria para escribir una de sus obras más famosas, Corinne o Italia. Hay que tener, dice, "espíritu europeo". En 1805, de vuelta al castillo de Coppet, el único lugar donde puede vivir en la Europa Napoleónica, empieza a escribir la novela en la que la heroína en busca de la independencia muere en esta búsqueda. Se inspira en el difunto François de Pange para crear el personaje de Oswald. Trasladó su "salón" a Coppet donde recibe también a personalidades e intelectuales europeos que orbitan en torno al llamado Grupo de Coppet.
Benjamin Constant se enamora de su mejor amiga, Juliette Récamier, en una pasión no correspondida. Mdame Staël escribe de él: "Un hombre que sólo ama lo imposible." Madame Récamier era también una salonnière famosa, e intercambió con Staël una correspondencia apasionada de la que da testimonio Carmen Bravo-Villasante.
En 1811 se casó en segundas nupcias con Albert de Rocca, joven oficial de origen suizo con quien tendrá un hijo.
Después de la publicación de De Alemania, impresa en 1810 (toda la edición francesa es destruida por la policía imperial) obra secuestrada por Napoleón y no publicada en Francia hasta 1814, comienzan realmente para Madame de Staël los verdaderos "años de exilio" provocados por la publicación de su violento panfleto contra el Emperador que la persigue y la hace espiar sin tregua prohibiéndole cualquier publicación.
Huye con sus dos hijos todavía vivos y su esposo Albert de Rocca. Esperando llegar a Inglaterra está obligada a atravesar Rusia y hace escala en San Petersburgo. Allí toma notas para el futuro De la Russie et des royaumes du Nord, un libro que se publicará tras su muerte. Allí encuentra también al barón vom Stein, firme opositor de Napoleón. Logra refugiarse en Estocolmo con Bernadotte convertido en príncipe heredero al trono de Suecia, y es inspiradora de una alianza antinapoleónica adquiriendo el protagonismo político.
Llega a Inglaterra en 1813 y se encuentra en Londres al futuro Luís XVIII en quien desea ver un soberano capaz de implantar una monarquía constitucional. Regresará a Francia en 1814 tras la caída de Napoleón tras haber publicado Sapho donde retoma el tema de la mujer genial e incomprendida que acaba muriendo de dolor y de amor, así como sus Réflexions sur le suicide.

### Últimos años

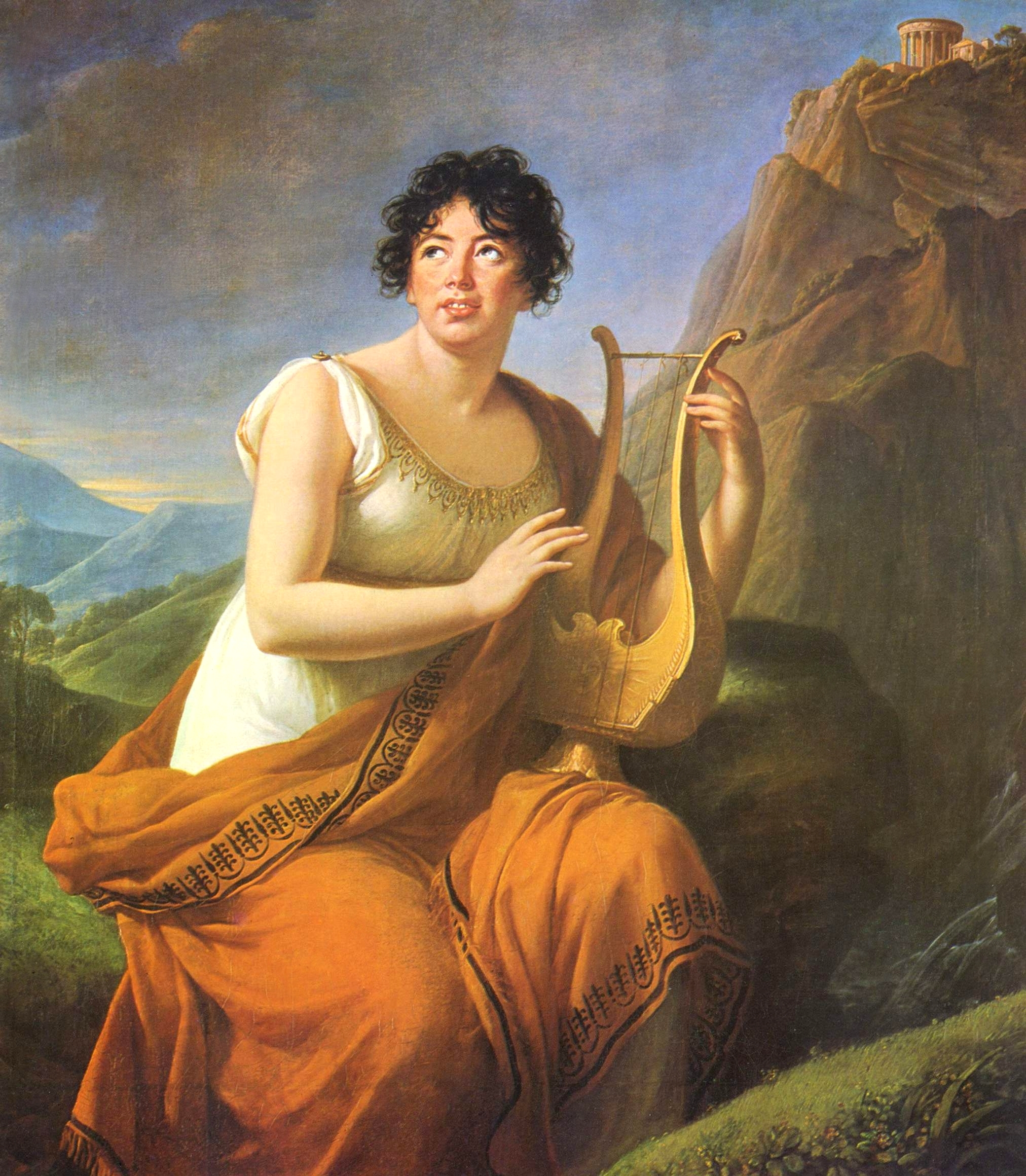
Madame de Staël retratada por Vigée Lebrun (1808).

En invierno de 1816 regresó por última vez a París donde recibe a reyes, ministros y generales. En una Europa que no ha conocido a mujeres influyentes salvo a algunas soberanas y favoritas (por ejemplo la marquesa de Pompadour), Madame de Staël tiene verdadera ambición política tras haber esperado convertirse en consejera de Napoleón. Combativa y desde la oposición es una propagandista activa. Durante el primer exilio de Napoleón a pesar de ser aliada de los Borbones advierte al emperador de una tentativa de asesinato y este, para recuperarla para la causa, se compromete a devolver una cantidad que su padre había prestado al tesoro. Visita a Josefina, muy enferma, en el castillo de Malmaison para pedirle lo que ha sido convenido con el emperador.
Muere de una hemorragia cerebral el 14 de julio de 1817 apoyándose en el brazo de su yerno Victor de Broglie. Es enterrada con sus padres en la capilla de un cementerio situado a pequeña distancia del castillo de Coppet.

## Legado
La historia literaria deja la imagen de una mujer excesivamente sentimental, posesiva y tiránica en la amistad y el amor. Es sobre todo una pionera en muchos campos: en literatura populariza en Francia la palabra "Romanticismo" introducido por Pierre Letourneur. En sus novelas presenta a las mujeres como víctimas de las restricciones sociales que les impiden afirmar su personalidad. Reivindica el derecho a la felicidad para todas y para sí misma. Esta afirmación del derecho a la felicidad que se confunde con el derecho al amor es recogida por George Sand. Madame de Staël es una mujer moderna en Europa que recorre en todos los sentidos y describe abundantemente. También se la puede considerar como antecesora de la Sociología de la Literatura, y directamente probablamente inspiró en sus fundamentos sobre la ciencia positiva a los fundadores de la Sociología, Henri de Saint Simon y a su través, Auguste Comte
En París, su memoria se honra con una estatua situada en el jardín del lado sur del Ayuntamiento.

## Influencia en España
Sus dos grandes novelas Delphine y Corinne se publicaron en España antes de 1828; Fernán Caballero la admiraba tanto que firmó algunos escritos como 'Corina', por lo demás explica Roca-Ferrer autor de una biografía de Madame de Staël publicada en 2015, todo lo francés estaba en España muy mal visto como consecuencia de la doble invasión, la de Napoleón y la del duque de Angulema.
Y además era protestante —añade—; pero mientras ella hablaba de Kant y de Fichte, en España estábamos por Jaime Balmes... El abate Marchena la conoció en Francia e intentó sacarle dinero, a lo que ella se negó.

## La literatura y su relación con la sociedad
Madame de Staël es considerada una de las mujeres más importantes en la historia por sus ideales de la Ilustración, de su política revolucionaria, sus corrientes filosóficas y literarias, por el romanticismo y la escritura de las mujeres. Esto provoca que se convierta en un personaje innovador, a causa de su participación en debates contemporáneos sobre la literatura, la relación entre el yo y la sociedad, y el papel de la mujer en ella.
Staël al usar el lenguaje de la revolución convertía lo literario en político, modelo que usa en sus obras teóricas y de ficción. Sin embargo, debido a esto, sufrió censura a causa de las restricciones del clasicismo o del buen gusto, que eran bastante estrictas con las reglas literarias, pero que para ella las consideraba algo antinatural, por eso cuestionó el papel de la sociedad, la política y las instituciones, por ser precursoras de amenazar la libertad, la igualdad y el bienestar de las personas como individuos.
Durante el Romanticismo, empezó a haber una mayor preocupación por las experiencias y los sentimientos del individuo. Staël a pesar de que se alejó de las reglas clásicas, sí que empezó a usar una ficción sentimental a través de la experiencia cotidiana de la burguesía, es decir, describir la vida tal cual era, con elegancia, soltura, profundidad y moralidad. Este sentimiento era principalmente referido a lo femenino.
La representación de la mujer en la sociedad cobra una gran importancia en sus dos novelas: Delphine (1802) y Corinne, ou l'Italie (1807), las cuales defienden la lucha de las emociones de la mujer contra el enorme poder de las convenciones y expectativas sociales, sobre todo en el ámbito patriarcal. En Delphine, se pone en práctica las opiniones de Staël sobre la injusticia que existe entre sociedad y lengua, para cuestionar el papel que se impone a las mujeres en la sociedad. Lamentablemente, la situación de las mujeres en sus textos son descritos como una batalla perdida. En cambio, en Corinne, crea una versión femenina del héroe romántico, algo insólito en la época, puesto que la mujer era considerada inferior al hombre.
En su Ensayo sobre ficción, para Staël el hombre tiene dos habilidades distintas: la razón y la imaginación. Siendo la imaginación la más importante. En primer lugar, la razón no puede satisfacer únicamente la mente o el corazón, porque la precisión metafísica no puede aplicarse a las emociones del hombre, es decir, los seres humanos necesitan distracción y placer. En cambio, las ficciones, que parten de la imaginación, otorgan no solo placer, sino que también influyen en nuestras ideas morales y pueden llegar a convertirse en una guía.
Hay tres tipos de ficciones según Staël:
- Maravillosas o alegóricas.
- Históricas.
- Ficciones.

Para ella, la ficción realista o natural es la que toma la vida tal cual es y por tanto es la más útil de las tres. En este tipo de ficción, no incluye las tragedias ni las comedias, sino que se centra en la novela moderna, puesto que es la única que puede recoger y describir con precisión los sentimientos habituales y ordinarios. La novela es considerada una de las más influyentes en la moralidad individual, que a su vez determina la moral pública. Una objeción que afecta a la novela, es que la historia también puede registrar las distintas pasiones de los hombres, sin embargo, Staël defiende que la historia no suele tocar la vida de las personas de forma individual, sino que se aplican a naciones, por lo que la moral que ofrece la historia no es clara y deja de lado la felicidad y la miseria privadas, a diferencia de las novelas, que representan personajes y sentimientos con tanta fuerza y vivacidad que causan una impresión moral.
Otra objeción contra las novelas es que falsifican la realidad. Aunque esto sea verdad, para Staël, las buenas novelas proporcionan una "comprensión íntima del corazón humano". Una historia demasiado detallada de un evento común, solo disminuye su credibilidad, en vez de aumentarla. Nuestra propia representación debe poseer un equilibrio, y la única verdad que tiene la ficción es “la impresión que produce”.
En conclusión, la novela no solo es capaz de conmover a la gente, sino que también es capaz de ayudar a evitar las pasiones negativas, porque permite reconocerlas y analizarlas.
Por último, su ensayo La literatura y su relación con la sociedad (1800), es considerada una obra que marca el nacimiento de la historia literaria, describe el panorama intelectual de la Europa moderna y ofrece un completo estudio de la literatura comparada de Occidente, durante el siglo de las Luces al siglo del Romanticismo. Su idea en esta obra es averiguar cuál es la influencia de la religión, las costumbres y las leyes sobre la literatura, y cuál la de la literatura sobre la religión, las costumbres y las leyes. Ella piensa y transmite, que no se ha investigado lo suficiente sobre cómo las facultades humanas se han ido desarrollando a través de las obras ilustres de todos los géneros, compuestas a partir de Homero hasta nuestros días.
Madame de Staël ayudó a desarrollar el concepto de la "Ilustración" dirigido tanto a hombres como a mujeres, introdujo la literatura alemana en Europa y fue pionera y animo a defender a lo que hoy nosotros llamamos literatura comparada. Además, funda a la vez la filología y la historia literaria, que comparten la idea de que el escritor y su obra deben comprenderse en su situación histórica.

## Obras
- Journal de Jeunesse, 1785.
- Sophie ou les sentiments secrets (pièce en trois actes et en vers), 1786 (publié en 1790).
- Jane Gray (tragédie en cinq actes et en vers), 1787 (publié en 1790).
- Lettres sur les ouvrages et le caractère de J.-J. Rousseau, 1788 (rééd. augmentée en 1789).
- Éloge de M. de Guibert.
- À quels signes peut-on reconnaître quelle est l'opinion de la majorité de la nation?
- Réflexions sur le procès de la Reine, 1793.
- Zulma : fragment d'un ouvrage, 1794.
- Réflexions sur la paix adressées à M. Pitt et aux Français, 1795.
- Réflexions sur la paix intérieure.
- Recueil de morceaux détachés (comprenant : Épître au malheur ou Adèle et Édouard, Essai sur les fictions et trois nouvelles : Mirza ou lettre d'un voyageur,Adélaïde et Théodore et Histoire de Pauline), 1795.
- De l'influence des passions sur le bonheur des individus et des nations, 1796.
- Des circonstances actuelles qui peuvent terminer la Révolution et des principes qui doivent fonder la République en France.
- De la littérature considérée dans ses rapports avec les institutions sociales, 1800.
- Delphine, 1802.
- Épîtres sur Naples.
- Corinne ou l'Italie, 1807.
- Agar dans le désert.
- Geneviève de Brabant.
- La Sunamite.
- Le Capitaine Kernadec ou sept années en un jour (comédie en deux actes et en prose).
- La signora Fantastici.
- Le Mannequin, comédie.
- Mémoires de madame La Baronne de Staal. Londres, 1787
- Sapho.
- De l'Allemagne, publicada en Londres en 1813 y en París en 1814.
- Réflexions sur le suicide, 1813.
- De l'esprit des traductions.
- Considérations sur les principaux événements de la Révolution française, depuis son origine jusques et compris le 8 juillet 1815, 1818 (póstumo).
- Œuvres complètes de Mme la Bonne de Staël, publiées par son fils, précédées d'une notice sur le caractère et les écrits deMme de Staël, par Mme Necker de Saussure, 1820-1821.

### Ediciones en español
- Reflexiones sobre el proceso de la reina. Abada. 2006[10]
- De la influencia de las pasiones; reflexiones sobre el suicidio. Berencie 2007 ISBN 978-84-96756-32-8
- Corinne o Italia. Traducción de Pedro María de Olive. Editorial: Funambulista. Madrid, 2010[18]
- Diez años de destierro. Editorial Penguin Clásicos. 2016 ISBN 978-84-9105-152-7
- Consideraciones sobre la Revolución Francesa , 2017 ,editorial Arpa